# Автомагістраль M-2 (Пакистан)
Автомагістраль М-2 або автомагістраль Лахор–Ісламабад (урду لاہور-اسلام آباد موٹروے) — автомагістраль із півночі на південь у Пакистані, що сполучає Равалпінді / Ісламабад із Лахором і є першою автомагістраллю, побудованою в Південній Азії.  М-2 — 375 км і повністю розташований в Пенджабі. Вона продовжується, щоб далі з'єднатись автострадою М-1, яка закінчується в Пешаварі. M-2 перетинає перехрестя M-4 (до Фейсалабада) у Пінді Бхаттілам та M-3 (до Мултана) у Dera Saithan Wala. Автомагістраль також є частиною Азійської магістралі AH1. Автомагістраль була побудована під час правління прем'єр-міністра Наваза Шаріфа і коштувала понад 60 мільярдів рупій і була відкрита у листопаді 1997 року. Одна з найдорожчих автомагістралей в Азії, вона також має один із найвищих стовпових мостів в Азії на ділянці соляного хребта Хевра.
По обидва боки автомагістралі розташовано десять зон обслуговування та відпочинку, із заправками, автомийками та автосервісами, а також ресторанами швидкого харчування, такими як KFC, McDonald's та Gloria Jean's Coffees тощо.

## Історія
M-2 була задумана прем'єр-міністром Навазом Шаріфом під час його першого терміну (1990–1993). Контракт було укладено з Daewoo Group з Південної Кореї 30 грудня 1991 року вартістю 23 686 мільярдів рупій на основі проектування-конструювання. Початковий договір стосувався чотирисмугового об’єкта.
Daewoo надала позику в розмірі 379 мільйонів доларів як кредит постачальника, що покривало 40% вартості будівництва. Сума позики з часом зросла до 702 мільйонів доларів. Інші 60% вартості оплатила держава.

## Маршрут

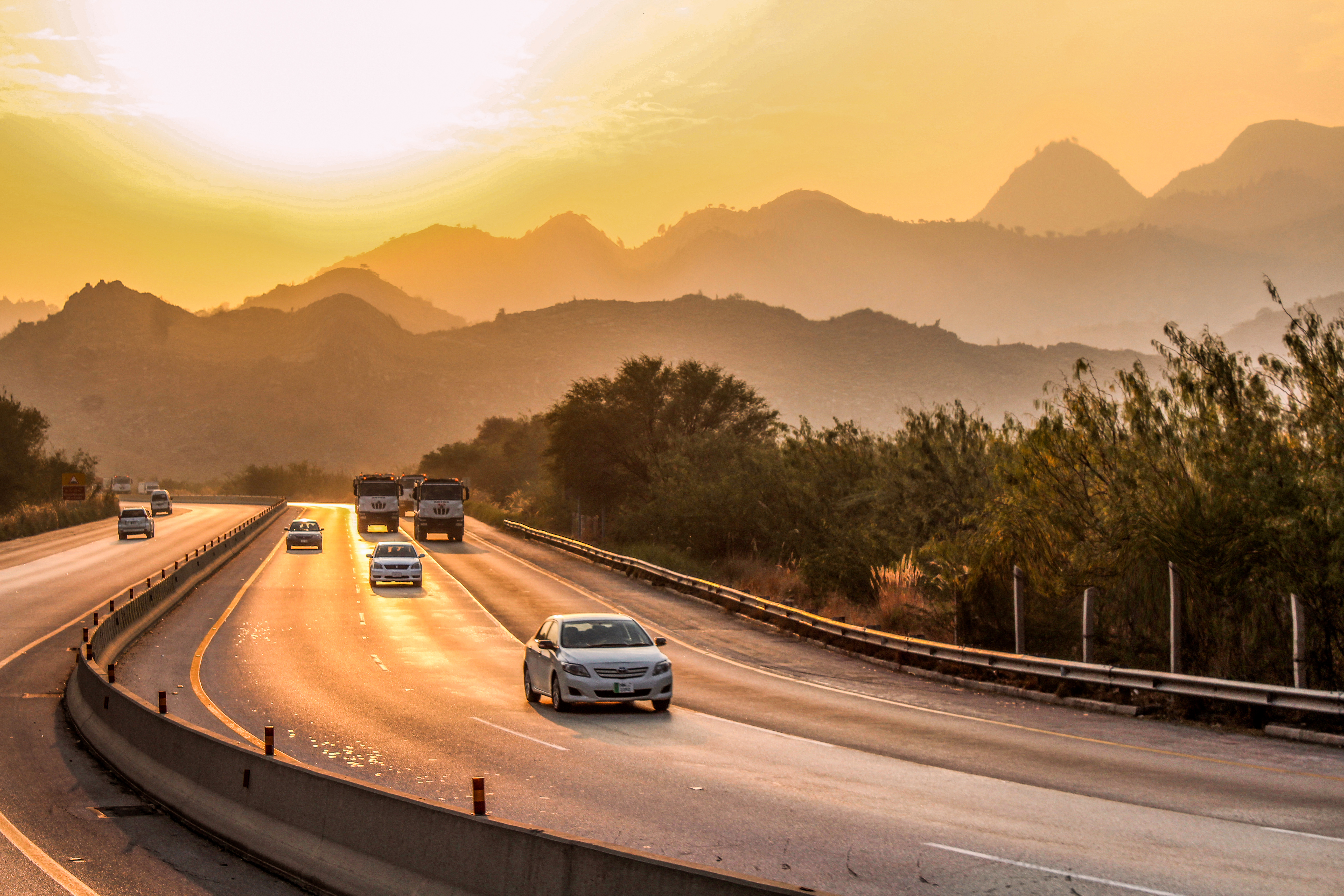
Автомагістраль, що проходить через Соляний хребет

M-2 починається на захід від Лахора, на розв'язці Thokar Niaz Baig N-5 (національне шосе № 5). На перетині річки Раві, вона відхиляється від N-5 (також відомої як GT або Grand Trunk Road) і прямує на захід до Шейкхупури. Після проходження розв’язки Sheikhupura на відстані 36 км від розв'язки Sheikhupura. У Пінді Бхаттіан вона перетинає перехрестя М-4 і повертає на північний захід. Далі вона продовжується до Каллар Кахар, де входить у Соляні хребти. Пройшовши Соляний хребет, М-2 повертає на північ і закінчується на захід від Равалпінді на перехресті між Ісламабадом дорогою та М-1. Потім вона продовжується, щоб згодом з’єднатись автомагістраллю М-1, де з’єднує міста-побратими з Пешаваром

## Галерея

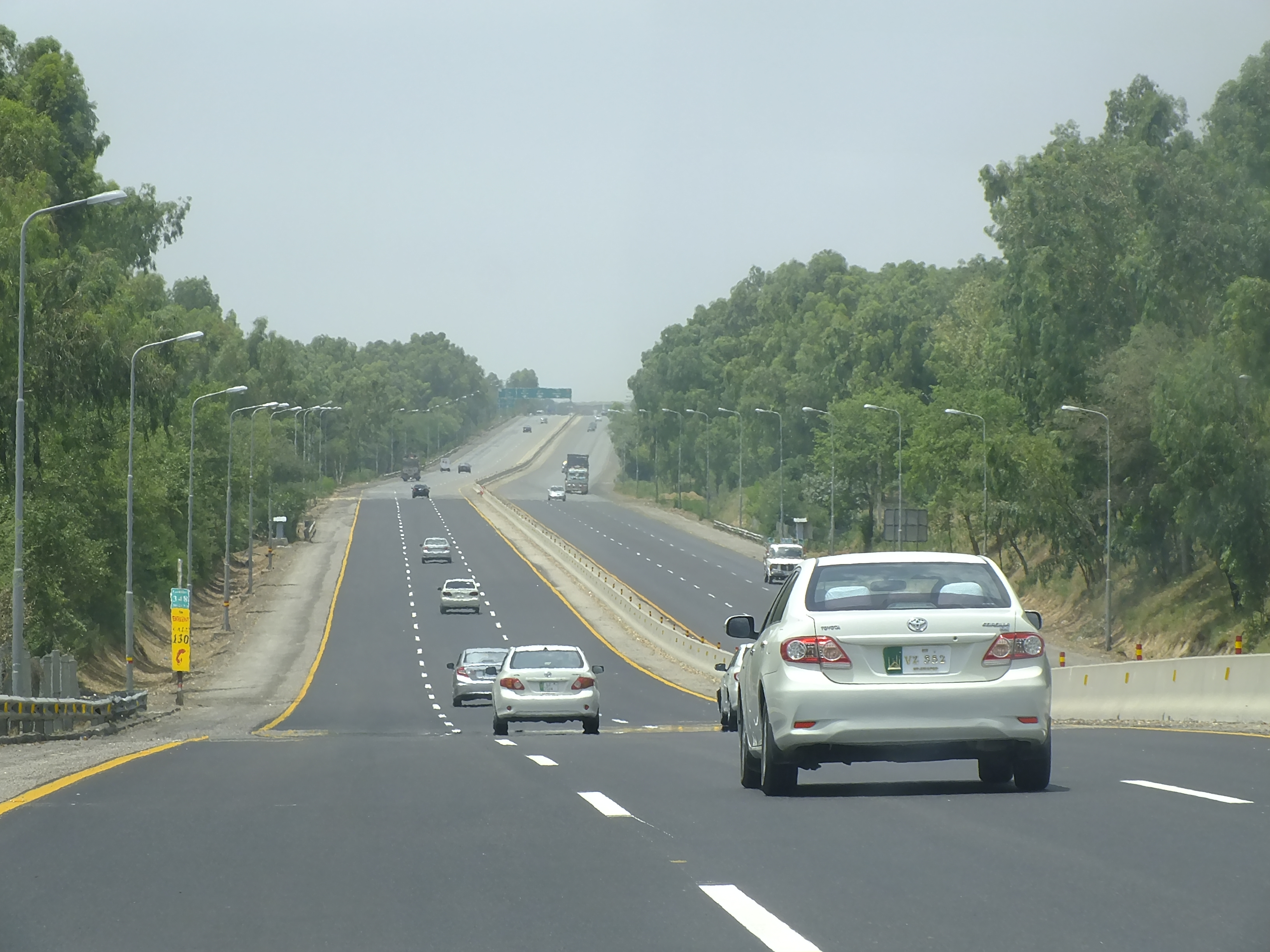
Автомагістраль М-2 у сонячний день
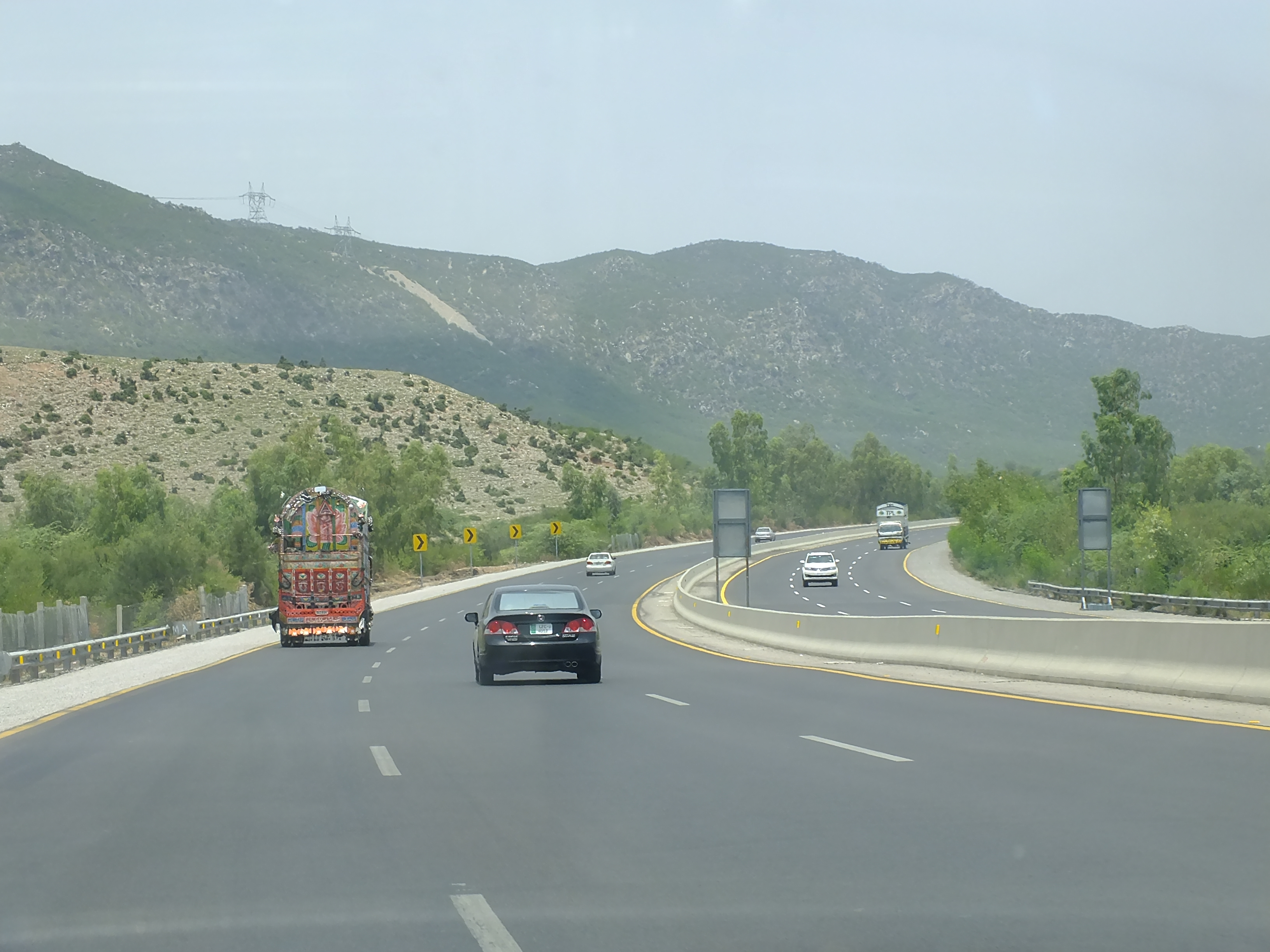
Автомагістраль М-2 біля Ісламабаду
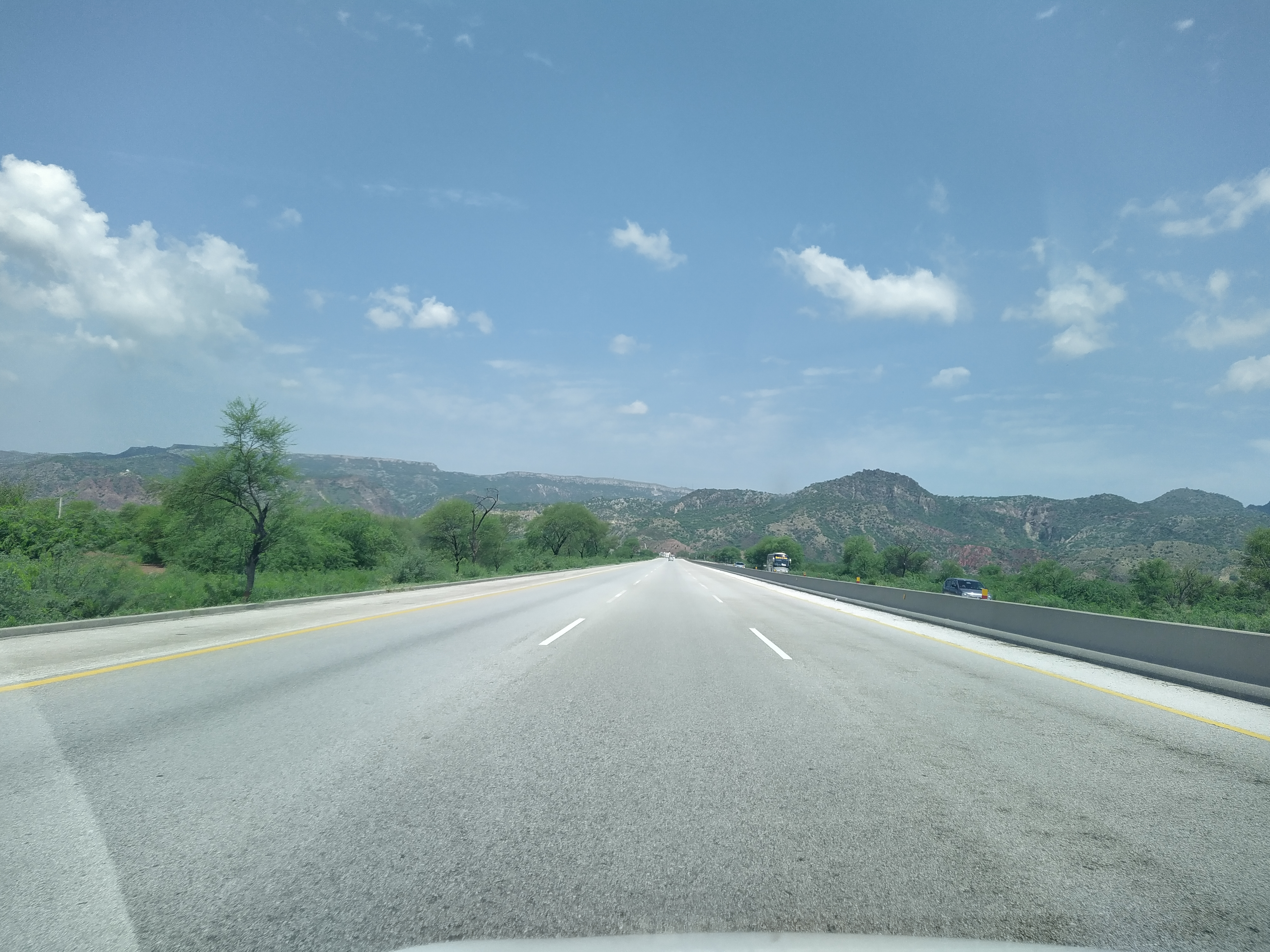
Автомагістраль М-2 в ясний день
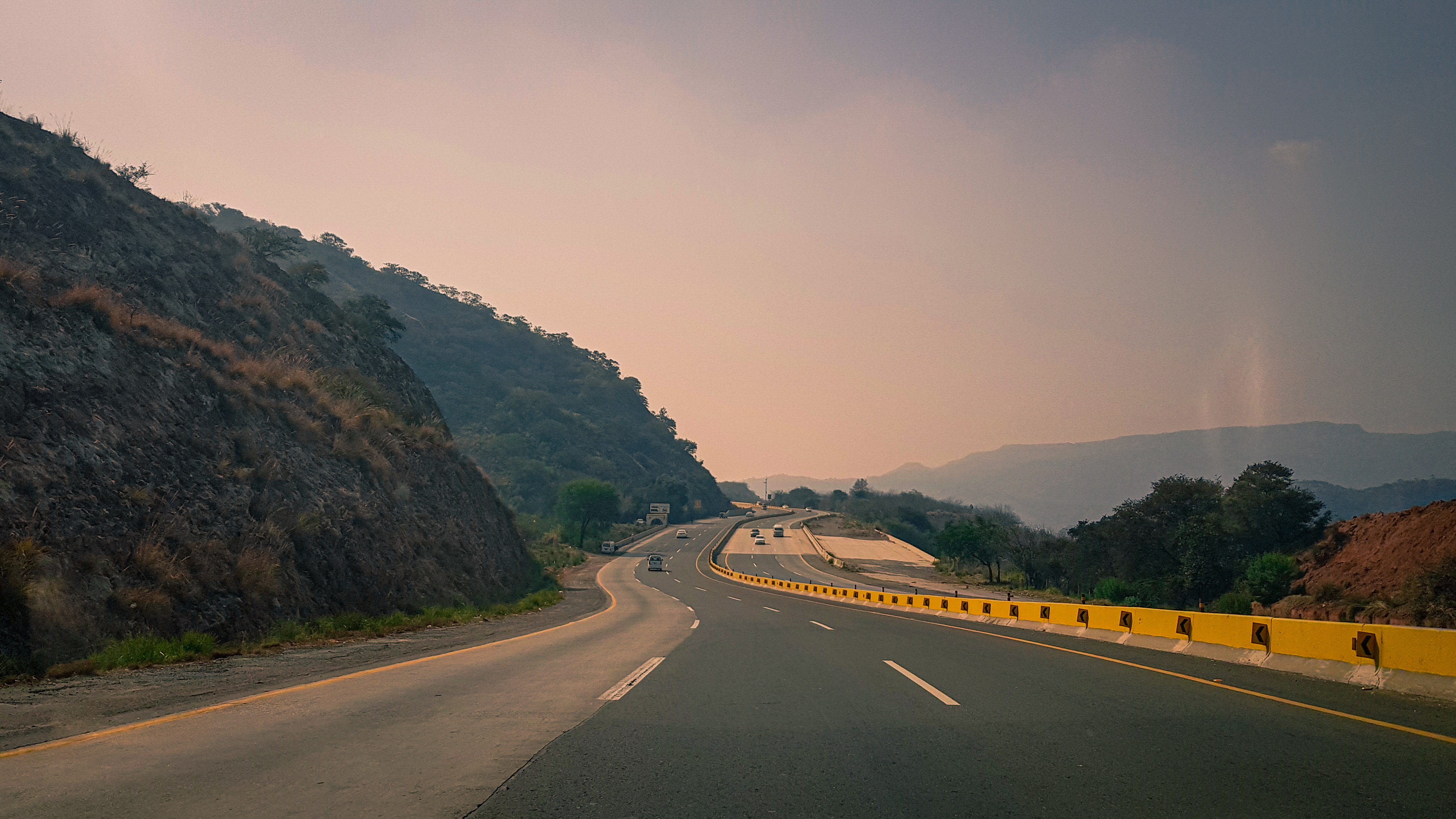
Біля Соляного хребта
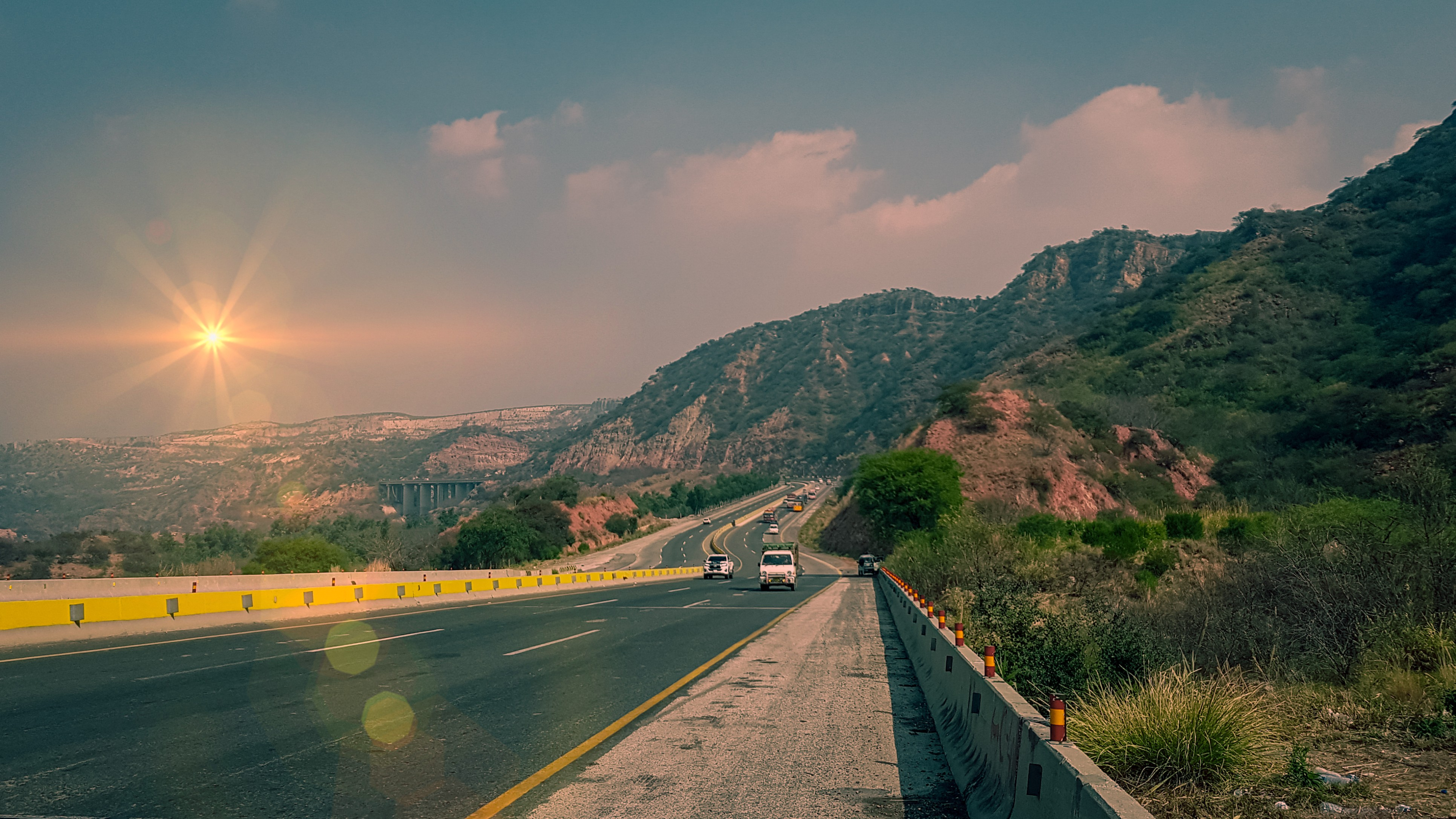
Автострада ввечері